# Бош, Анна
Анна Розалия Бош (фр. Anna Rosalie Boch; 10 февраля 1848, Ла-Лувьер, Бельгия — 25 февраля 1936, Иксель близ Брюсселя) — французская и бельгийская художница и меценат.

## Жизнь и творчество
Анна Бош была старшей дочерью фаянсового фабриканта Виктора Боша, одного из владельцев фирмы Villeroy & Boch, и старшей сестрой художника Эжена Боша.
Начала заниматься живописью под руководством Исидора Верхайдена, посоветовавшего продолжить ей обучение в Париже. В 1863 году Анна приехала во французскую столицу и поступила там в Академию Жюлиана, в класс Тони Робер-Флёри. В 1885 году она познакомилась с художником Тео ван Рейссельберге, одним из основателей бельгийской авангардистской группы «Общество XX», занимавшейся кроме всего прочего организацией интенсивного культурного обмена между Бельгией и Францией.
Анна Бош писала свои картины в импрессионистской, а позднее — в постимпрессионистской манере и вступила в «Общество XX». В 1890 году она показала свои работы на выставке этого общества, и на той же выставке, желая поддержать больного художника, купила картину В. Ван Гога «Красные виноградники в Арле» (1888, Государственный музей изобразительных искусств им. А. С. Пушкина, Москва), которая необоснованно считалась единственной проданной при жизни художника его живописной работой.
Брат и сестра Эжен и Анна Бош проводили активную меценатскую деятельность, их коммерческим представителем был секретарь «Общества XX», адвокат Октав Маус. В 1890 они организуют Бенефис в честь Поля Гогена. В 1891 году Анна Бош приобрела ещё одно полотно В. ван Гога (которое продала в 1907 году). Её собрание живописи включало в себя картины кисти Гогена, Жоржа Сёра, Поля Синьяка, Джеймса Энсора. В своём доме в Икселле А. Бош открыла художественно-светский салон, который посещали многие художники-аванградисты.
Похоронена на кладбище Икселя в пригороде Брюсселя.

## Галерея (избранное)

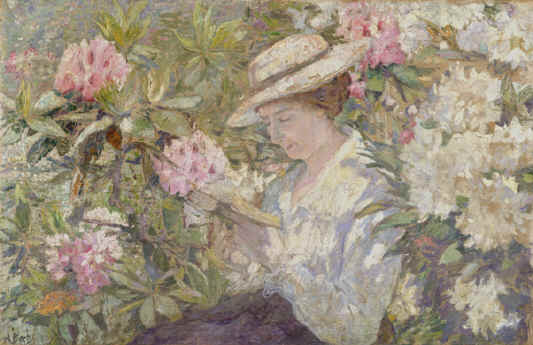
Женщина под крупным рододендроном,около 1900
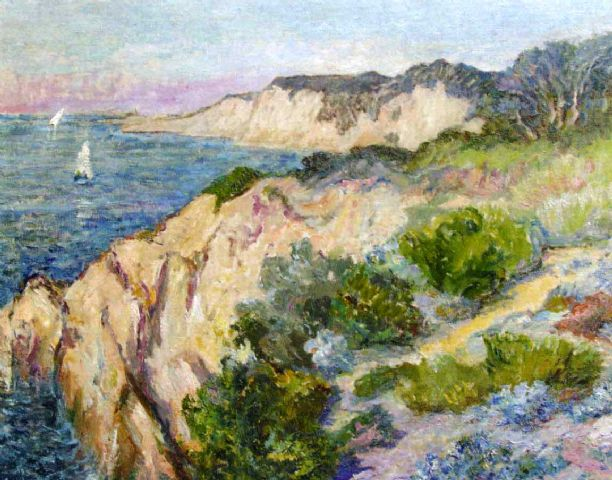
Фале, побережье Бретани,  1900/1902
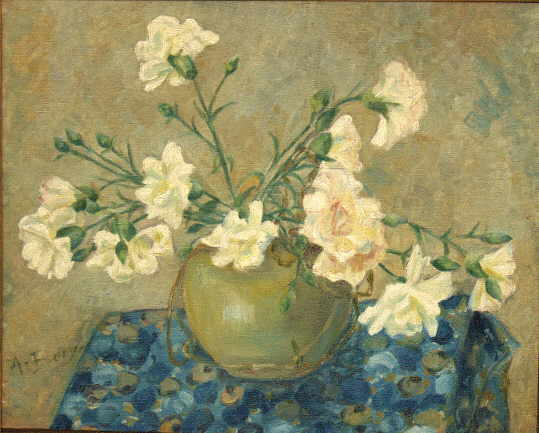
Лилии, около 1910
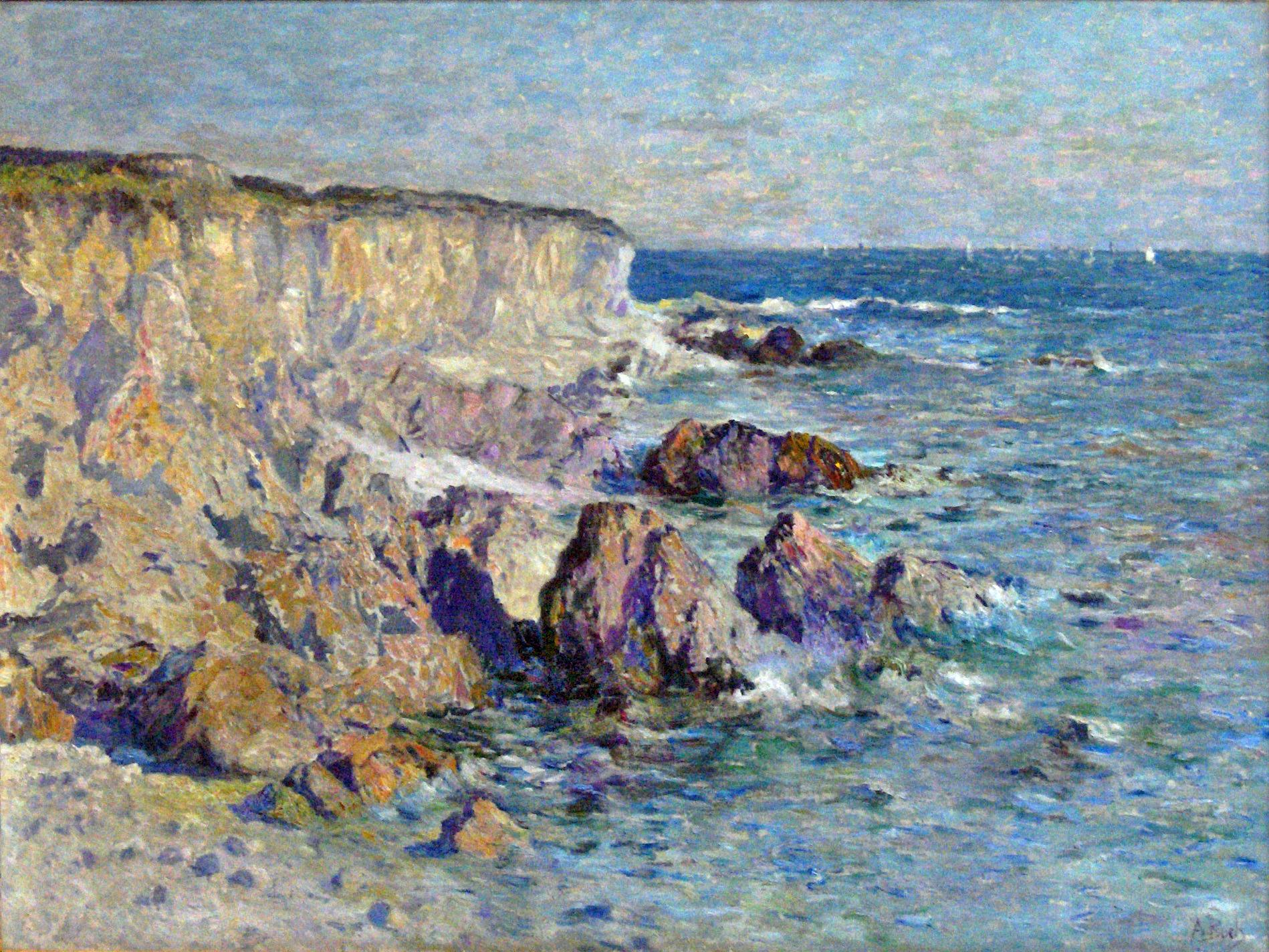
Скалы Бретани, около 1901
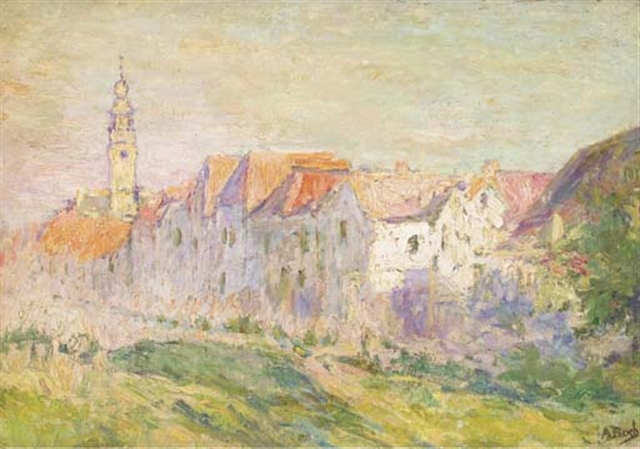
Вид на Веер, Зеландия, 1906